# Bánh phồng tôm
Bánh phồng tôm hay đơn giản là bánh phồng là một loại bánh thường dùng để ăn nhẹ phổ biến tại các nước Đông Nam Á. Bánh đã chiên có độ giòn, xốp, béo ngậy, thơm mùi hải sản.
Tại Việt Nam, bánh phồng tôm, được xem là đặc sản của miền Tây Nam Bộ, thường được bán dưới dạng chưa chiên, phải chiên lên trước khi sử dụng. Thành phố Sa Đéc thuộc tỉnh Đồng Tháp là nơi sản xuất nhiều bánh phồng tôm nhất Việt Nam với một thương hiệu rất nổi tiếng là Sa Giang.
Bánh phồng tôm cũng được bán dưới dạng đã chiên ở nhiều nước trên thế giới.

## Chế biến
Bánh được làm từ bột (gồm bột năng hoặc bột sắn lấy từ củ của cây sắn có trộn thêm một ít bột nở, NaHCO3), thịt tôm xay nhuyễn, một ít hạt tiêu giã nhỏ. Người ta còn thay thịt tôm bằng thịt cua hay một số loại hải sản khác. Đặc biệt, bánh dùng cho người ăn chay có thành phần chủ yếu gồm bột và khoai tây.
Các thành phần nguyên liệu sau khi trộn với nhau sẽ được nhồi vào những chiếc túi vải dạng hình ống dài (giống như xúc xích nhưng to hơn nhiều). Sau khi được hấp chín, người ta cắt ra thành từng lát tròn mỏng rồi đem phơi khô.
Khi sử dụng phải chiên giòn với dầu ăn nóng, bánh sẽ nở to ra gấp 3-4 lần nên được gọi là bánh phồng.
Hiện nay ngoài loại bánh phồng tôm truyền thống còn có thêm các loại như phồng tôm cua, phồng tôm mực, bánh phồng basa với mùi vị hấp dẫn và đặc sắc.

## Phổ biến ở Đông Nam Á
Bánh phồng tôm được gọi là krupuk udang trong tiếng Indonesia, và chỉ là một biến thể của nhiều loại krupuk được công nhận trong ẩm thực Indonesia. Tại Indonesia nhiệm kỳ krupuk hoặc kerupuk được sử dụng như thuật ngữ chung để chỉ các loại bánh. Indonesia có lẽ có nhiều loại krupuk lớn nhất.
Krupuk udang (bánh phồng tôm) và các loại krupuk khác có mặt ở khắp mọi nơi ở Indonesia. Ví dụ về các nhãn hiệu krupuk udang phổ biến ở Indonesia bao gồm Finna và nhãn hiệu Komodo. Để đạt được độ giòn tối đa, hầu hết món krupuk udang thô được đóng gói sẵn này phải được phơi khô trước khi chiên giòn tại nhà. Để nấu krupuk, cần có một chảo và nhiều dầu ăn rất nóng. Raw krupuk khá nhỏ, cứng và có màu đậm hơn so với nấu chín. Các thị trấn đánh cá Sidoarjo ở Đông Java, cũng là Cirebon ở Tây Java, là nhà sản xuất chính của krupuk udang.
Bánh phồng tôm được gọi là keropok ở Malaysia. Chúng là một trong những món ăn nhẹ phổ biến nhất ở Malaysia và đặc biệt được phục vụ tại nhà của nhiều người trong các lễ hội (như Tết Nguyên Đán và Hari Raya).
Bánh phồng tôm được gọi là kropek (còn được đánh vần là kropeck) ở Philippines, hoặc theo tên tiếng Anh của họ là "prawn crakers" hoặc "fish crackers" (đặc biệt là trong các phiên bản thương mại được sản xuất hàng loạt). Chúng được làm từ bột mì truyền thống (thường là bột sắn), tôm bột hoặc cá, các loại gia vị khác nhau và nước. Không giống như ở Malaysia và Indonesia, kropek thường chỉ được ăn như một món ăn nhẹ hoặc món khai vị (rượu chôm chôm) đi kèm với rượu, tương tự như chicharon. Chúng thường được nhúng trong nước sốt dựa trên giấm cay, đáng chú ý nhất là sinamak (một loại giấm cay bản địa). Kropek cũng đã được đồng hóa vào ẩm thực Trung Quốc Philippines, thường được phục vụ như một món ăn phụ cho một số món ăn Philippines gốc Trung Hoa.

## Hình ảnh

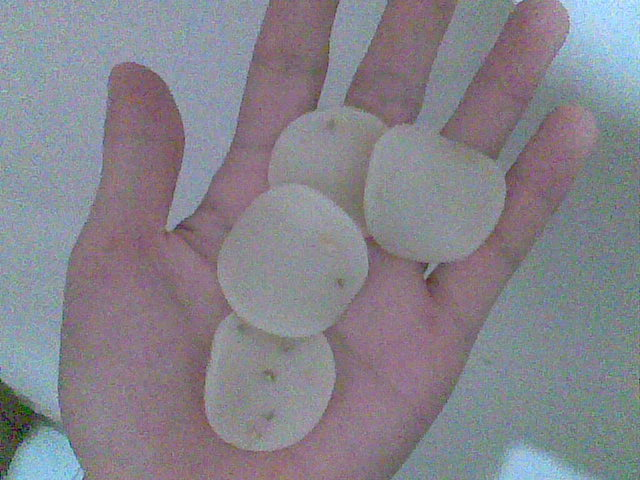
Bánh phồng tôm chưa chiên.
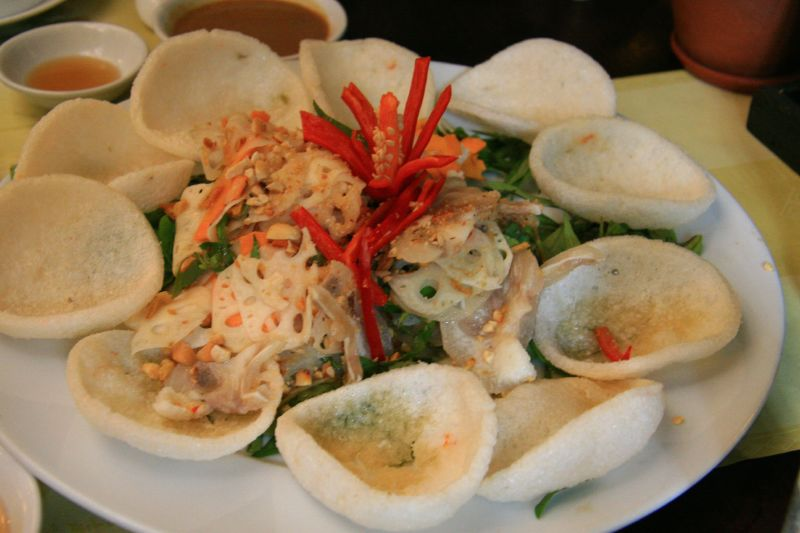
Phồng tôm ăn với gỏi tai heo trộn ngó sen.